# Kristina Raković
Kristina Raković   (Bijelo Polje, 26 de setembre de 1994) és una jugadora de basquet montenegrina.

## Biografia
Aler pivot, començà a jugar amb el KK Jedinstvo Bijelo Pole de la Superlliga de Montenegro, amb el qual aconseguí dos títols (2009 i 2010). També competí a la Lliga bosniana, amb el Miadi Krajisnik Banja Luka, guanyant el doblet de lliga i copa (2012-13), i tornà a jugar a la lliga montenegrina amb el ZKK Buducnost Bemax, aconseguint el doblet de lliga i copa (2015-16). El desembre de 2016 fitxà pel València Basket Club de la Lliga Femenina 2 i la temporada segúent debutà a la Lliga Femenina amb el Club Polideportivo Bembibre. També jugà a la Lliga alemanya amb Greuner Stern Keltren (2018-19), amb el qual aconseguí el subcampionat. Tornà a la competició estatal jugant amb el Baloncesto Leganés i el Club Bàsquet Santfeliuenc de la Lliga Femenina 2. Amb el club santfeliuenc, guanyà la primera Lliga Femenina Challenge (2021-22) i aconseguí l'ascens a la primera divisió de la Lliga Femenina. La temporada següent aconseguí arribar a les semifinals de la Lliga i participar en la fase final de la Copa de la Reina. Internacional amb la selecció montenegrina de bàsquet, ha participat a tres Campionats d'Europa (2015, 2017, 2021).

## Palmarès
Clubs
- 3 Lligues montenegrines de bàsquet femenina (2008-09, 2009-10, 2015-16)
- 1 Copa montenegrina de bàsquet femenina (2016)
- 1 Lliga bosniana de bàsquet femenina (2012-13)
- 1 Copa bosniana de bàsquet femenina (2013)
- 1 Lliga Femenina Challenge (2021-22)